# Heinrich Neuerburg
Heinrich Neuerburg (* 11. Januar 1883 in Trier; † 1. Februar 1956 in Garmisch-Partenkirchen) war ein deutscher Unternehmer.
Neuerburg wurde als Sohn des Zigarettenfabrikanten Heinrich Neuerburg sen. geboren. 1908 wurde er Mitinhaber der Zigarettenfabrik Haus Neuerburg in Trier, die 1921 nach Köln in einen Neubau am Gülichsplatz übersiedelte. 1925 ließ er im Kölner Stadtteil Marienburg die Villa Lindenallee 7 erbauen, die in den 1980er und 1990er Jahren als polnische Botschaft diente und unter Denkmalschutz steht.
Der Reichsminister für Volksaufklärung und Propaganda Joseph Goebbels berief Neuerburg im Oktober 1933 in den Verwaltungsrat des Werberats der deutschen Wirtschaft.
Neben seinen unternehmerischen Aktivitäten war er Generalkonsul von Griechenland.

## Ehrungen
- 1938: Ehrensenator der Universität zu Köln
- 1953: Großes Verdienstkreuz der Bundesrepublik Deutschland